# 흰발목쥐
흰발목쥐(Peromyscus pectoralis)는 비단털쥐과에 속하는 설치류의 일종이다. 멕시코와 미국 뉴멕시코주, 오클라호마주, 텍사스주에서 발견된다. 흰발목쥐는 덤불쥐와 텍사스쥐가 발견되는 지역에서 흔하게 함께 서식한다. 이와 같은 종들 사이의 특징이 같은 지역에서 종종 겹치기 때문에 특정한 종의 식별을 어렵게 만든다. 흰발목쥐의 가장 구별되는 특징과 종을 식별하는 데 가장 많이 사용되는 특징은 수컷의 음경골이다. 흰발목쥐의 음경골 끝은 길고 연골질로 이루어져 있으며, 덤불쥐와 텍사스쥐의 음경골 끝은 짧고 둥글다.